# Епископский замок в Витштоке
Епископский замок в Витштоке (нем. Bischofsburg Wittstock), также называемый «Старым епископским замком» (нем. Alte Bischofsburg) — памятник архитектуры в городе Витшток-на-Доссе в районе Восточный Пригниц-Руппин, в Бранденбурге. Замок был построен в середине XIII века и служил резиденцией для епископов Хафельберга.

## История
На месте современного города Витшток с 946 года существовало поселение славян. Здесь в 1244 году германскими колонистами был построен замок. В 1248 году Витшток получил статус города. С 1271 по 1548 год в замке располагалась резиденция епископов Хафельберга, при которых фортификационное сооружение было расширено. В средние века замок считался неприступным. С началом нового времени крепость постепенно приходила в упадок. Окончательно своё значение она утратила во время Тридцатилетней войны (1618—1648) между католиками и протестантами после победы армии шведского королевства над армией Священной Римской империи и саксонского курфюрщества в битве при Витштоке 4 октября 1636 года. Во время этой войны значительно уменьшилось население Витштока, чему также способствовала эпидемия чумы 1638 года. Погибли от болезней или были убиты 1500 человек, что составило чуть больше половины населения города.
В 1995—1998 годах в замке была проведена масштабная реконструкция. Сегодня в нём размещаются экспозиции Музея Восточного Пригница и Музей Тридцатилетней войны. Музей Восточного Пригница является краеведческим; его собрание включает экспонаты связанные с историей, естественной историей и культурой региона. Музей Тридцатилетней войны был открыт в 1998 году и является единственным музеем в Германии, посвященным этому событию. Его экспозиция носит антивоенный характер; помимо экспонатов, объясняющих причины этой войны, большое внимание уделено истории страдания солдат и гражданского населения. В замке также находится исторический класс с соответствующей обстановкой, в котором проводятся выездные уроки для школьников.

### Крепостная стена
Замок был частью внушительной крепостной стены, защищавшей город. И сегодня 2,5 километровая кирпичная стена окружает почти весь Витшток. В средние века она ограждала германских колонистов от местных славянских племён. Вначале стена имела высоту в девять и одиннадцать метров; ы настоящее время её высота не превышает четырёх и семи метров. В те времена замок епископа был один из самых красивых и неприступных замков Бранденбургского маркграфства. Сохранилась надвратная башня XIII века. За время своего существования она успела побывать официальной епископской резиденцией, коровником, зернохранилищем и молодежным общежитие; теперь в ней размещается экспозиция музея Восточного Пригница.